# 光音響イメージング
光音響イメージング（ひかりおんきょうイメージング、Photoacoustic Imaging:PAI）とは、光音響効果を利用した画像化の手法。

## 概要
光エネルギーを吸収した分子が熱を放出し、その熱による体積膨張により音響波（疎密波）を発生する現象は1880年に、グラハム・ベルによって発見された。
1990年代頃より光と生体の相互作用に関する研究から始まり、高輝度のパルスレーザー技術と超音波検出技術の発展によって90年代半ば以降、生体の断層イメージングの研究が米国・欧州を中心に盛んになり、2010年以降、光音響技術が生体を対象としたイメージング技術の手法として確立しつつある。
イメージングにはヘモグロビンの吸収領域(400～700nm)と水の吸収領域(0.9～400μm)の中間の波長を持ち、「生体の窓」とも呼ばれる生体を透過しやすい700～900nmの近赤外光が使用される。
近赤外光を吸収して熱に変換する作用である光音響効果が強く、抗体などを利用して目的の部位に集積させることでPAI信号が増強されて周囲とのコントラストが増す金ナノ粒子、単層カーボンナノチューブ (SWNT)、インドシアニングリーン、メチレンブルーのような造影剤を体内に投与する必要がある。
光源には従来、強力なパルス光を生成するレーザーが不可欠であると考えられていたが、近年では発光ダイオードでの光音響波の生成が確認されている。

## 原理
光音響波は，生体の軟組織中では水中と同じ約1500m/sで伝搬するので検査対象にレーザーを照射して生じた光音響波の伝搬時間から光吸収体の位置情報が得られ、信号強度を元に算出された吸収量に関する情報を用いて断層画像を再構築する。光と生体の相互作用を画像化する技術の1つで、散乱係数が光と比較して2、3桁小さい超音波を検出信号とするので光イメージングにおける光散乱に起因する分解能および感度の悪化が生じないので高コントラストで超音波検査装置に匹敵する分解能でcmレベルの深さの断層画像が取得可能とされる。光の波長パラメータを適当に設定することで選択的に励起できる。蛍光色素分子、金ナノ粒子、銀ナノ粒子、炭素ベースの化合物が造影剤として使用される。

## 用途
- 生物観察
- 医療診断
- 非破壊検査